# Coniopteryx haematica
Coniopteryx haematica är en insektsart som beskrevs av Robert McLachlan 1868.
Coniopteryx haematica ingår i släktet Coniopteryx och familjen vaxsländor. Arten är reproducerande i Sverige. Inga underarter finns listade i Catalogue of Life.